# رودولفو غوميز
رودولفو غوميز (بالإسبانية: Rodolfo Gómez) هو منافس ألعاب قوى مكسيكي، ولد في 30 أكتوبر 1950 في مدينة مكسيكو في المكسيك.

## وصلات خارجية
- رودولفو غوميز على موقع الاتحاد الدولي لألعاب القوى (الإنجليزية)
- رودولفو غوميز على موقع اللجنة الأولمبية الدولية (الإنجليزية)
- رودولفو غوميز على موقع أوليمبيديا (الإنجليزية)